# NGC 3940
NGC 3940 é uma galáxia elíptica (E) localizada na direcção da constelação de Leo. Possui uma declinação de +20° 59' 23" e uma ascensão recta de 11 horas, 52 minutos e 46,5 segundos.
A galáxia NGC 3940 foi descoberta em 26 de Abril de 1785 por William Herschel.